# Atletica leggera ai XVIII Giochi del Mediterraneo - Lancio del disco femminile
La gara di lancio del disco femminile ai XVIII Giochi del Mediterraneo si è tenuta il 28 giugno 2018 all'Estadio de Atletismo de Campclar di Tarragona.

## Classifica finale
| Pos.    | Atleta                    | Nazione    | Lanci | Lanci | Lanci | Lanci | Lanci | Lanci | Misura | Note                                     |
| Pos.    | Atleta                    | Nazione    | 1°    | 2°    | 3°    | 4°    | 5°    | 6°    | Misura | Note                                     |
| ------- | ------------------------- | ---------- | ----- | ----- | ----- | ----- | ----- | ----- | ------ | ---------------------------------------- |
| Oro     | Sandra Perković           | Croazia    | 66.46 | n     | n     | n     | n     | n     | 66.46  | Record dei Giochi                        |
| Argento | Liliana Cá                | Portogallo | n     | 58.08 | 60.05 | 59.31 | n     | n     | 60.05  |                                          |
| Bronzo  | Chrysoula Anagnostopoulou | Grecia     | 55.45 | 57.24 | 58.85 | 58.53 | 57.22 | 58.45 | 58.85  |                                          |
| 4       | Irina Rodrigues           | Portogallo | 54.72 | 54.77 | 57.71 | n     | 55.62 | n     | 57.71  |                                          |
| 5       | Sabina Asenjo             | Spagna     | 51.64 | 56.12 | 56.43 | 56.09 | 57.41 | n     | 57.41  | Miglior prestazione personale stagionale |
| 6       | Valentina Aniballi        | Italia     | 56.10 | 56.10 | 57.15 | 55.93 | 55.65 | 56.87 | 57.15  |                                          |
| 7       | Veronika Domjan           | Slovenia   | 55.04 | 56.26 | 55.40 | n     | n     | n     | 56.26  |                                          |
| 8       | Kristina Rakočević        | Montenegro | 47.77 | 56.20 | 53.08 | 56.07 | n     | 54.95 | 56.20  | Miglior prestazione personale stagionale |
| 9       | Melanie Pingeon           | Francia    | 53.50 | n     | 53.80 | N.D.  | N.D.  | N.D.  | 53.80  |                                          |
| 10      | Irène Donzelot            | Francia    | 48.75 | 50.18 | 52.82 | N.D.  | N.D.  | N.D.  | 52.82  |                                          |
| 11      | Daisy Osakue              | Italia     | n     | 51.49 | n     | N.D.  | N.D.  | N.D.  | 51.49  |                                          |
| 12      | Androniki Lada            | Cipro      | 50.46 | n     | 48.97 | N.D.  | N.D.  | N.D.  | 50.46  |                                          |
| 13      | Amira Sayed               | Egitto     | 47.92 | 45.34 | 49.17 | N.D.  | N.D.  | N.D.  | 49.17  |                                          |